# Atalaia do Norte
Atalaia do Norte, amtlich Município de Atalaia do Norte, ist die westlichste brasilianische Gemeinde im Bundesstaat Amazonas der Nordregion. Mit 15.892 Einwohnern (Schätzung 2024) und einer Fläche von 76.435 km² (2019) ist es im Flächenvergleich die drittgrößte Gemeinde in Amazonas und die siebtgrößte in Brasilien. Sie liegt am Rio Javari, das Gemeindegebiet grenzt, dem Fluss aufwärts nach Westen folgend, an Peru.

## Allgemeines
Atalaia do Norte hat nur eine extrem niedrige Bevölkerungsdichte und besteht zum größten Teil aus Urwald, dem Amazonas-Regenwald. Auf dem Gebiet dieser Gemeinde befindet sich das indigene Schutzgebiet Terra Indígena Vale do Javari, das bis heute von isolierten Indios bewohnt wird, indigene ethnische Gruppen, die wenig oder gar keinen Kontakt zur Moderne hatten und mit Pfeil und Bogen jagen.
International kam der Ort in die internationalen Schlagzeilen, als am 13. August 1930 ein Meteoriteneinschlag ähnlich dem Tunguska-Ereignis in der Gegend des Rio Curuçá verzeichnet wurde, das als Curuçá-Ereignis bekannt wurde.
Ursprünglich als Remate de Males bekannt, wurde es zum Distrito de Remate de Males und war der Gemeinde Benjamin Constant untergeordnet. Am 19. Dezember 1955 erhielt der Ort Stadtrechte, wurde aus Benjamin Constant ausgegliedert und war nun selbst für eine große Fläche Amazonaswald zuständig.
Benjamin Constant ist östlich der nächstgelegene Ort und durch die durch den Urwald führende Straße BR-307 erreichbar. Entlang der Straße und südlich des Orts sind große Entwaldungen. Der Rio Javari verbindet den Ort über den Wasserweg mit der Außenwelt.
Der Index der menschlichen Entwicklung ist mit 0,450 (2010) sehr niedrig für Brasilien, vergleichbar mit einigen afrikanischen Entwicklungsstaaten.

## Bevölkerung

### Bevölkerungsentwicklung
| Jahr | Einwohner | Stadt | Land  |
| --- | --------- | ----- | ----- |
| 1991 | 7.993     | 2.161 | 5.832 |
| 2000 | 10.049    | 4.175 | 5.874 |
| 2010 | 15.153    | 6.893 | 8.260 |
| 2021 | 20.868    | ?     | ?     |
| Die zur Anzeige dieser Grafik verwendete Erweiterung wurde dauerhaft deaktiviert. Wir arbeiten aktuell daran, diese und weitere betroffene Grafiken auf ein neues Format umzustellen. (Mehr dazu) |           |       |       |

### Ethnische Zusammensetzung
Ethnische Gruppen nach der statistischen Einteilung des IBGE (Stand 2000 mit 10.049 Einwohnern, Stand 2010 mit 15.153 Einwohnern):
| Gruppe      | Anteil 2000     | Anteil 2010         | Anmerkung                        |
| ----------- | --------------- | ------------------- | -------------------------------- |
| Brancos     | 861 (8,57 %)    | ▲ 1.433 (9,46 %) ▲  | Weiße, Nachfahren von Europäern  |
| Pardos      | 5.726 (56,98 %) | ▲ 7.459 (49,17 %) ▼ | Mischrassige, Mulatten, Mestizen |
| Pretos      | 163 (1,62 %)    | ▼ 78 (0,50 %) ▼     | Schwarze                         |
| Amarelos    | 6 (0,06 %)      | ▲ 18 (0,12 %) ▲     | Asiaten                          |
| Indígenas   | 3.183 (31,67 %) | ▲ 6.176 (40,76 %) ▲ | indigene Bevölkerung             |
| ohne Angabe | 110             | –                   |                                  |

Anmerkung: Das IBGE verwendet für Volkszählungen ausschließlich diese fünf Gruppen. Es verzichtet bewusst auf Erläuterungen. Die Zugehörigkeit wird vom Einwohner selbst festgelegt.